# スティルチェス定数
数学におけるスティルチェス定数（スティルチェスていすう、英: Stieltjes constants）とは、リーマンゼータ関数
{\displaystyle \zeta (s)={\frac {1}{s-1}}+\sum _{n=0}^{\infty }{\frac {(-1)^{n}}{n!}}\gamma _{n}\;(s-1)^{n}}
のローラン級数展開に現れる定数 {\displaystyle \gamma _{k}} のことを言う。第ゼロ番目の定数 {\displaystyle \gamma _{0}=\gamma =0.577\dots } はオイラー・マスケローニ定数として知られている。

## 表現
スティルチェス定数は次の極限で与えられる。
{\displaystyle \gamma _{n}=\lim _{m\rightarrow \infty }{\left(\left(\sum _{k=1}^{m}{\frac {(\ln k)^{n}}{k}}\right)-{\frac {(\ln m)^{n+1}}{n+1}}\right)}.}
n = 0 の場合、初めの被加数において0の0乗は 1 と定義される。
グルサの定理によって、次の積分表現が得られる。
{\displaystyle \gamma _{n}={\frac {(-1)^{n}n!}{2\pi }}\int _{0}^{2\pi }e^{-nix}\zeta \left(e^{ix}+1\right)dx.}
積分と無限級数を使った他のいくつかの表現は、Coffey の論文に見られる。

## 数値
はじめのいくつかの数値を以下に記す。
| n      | γn の近似値                                                 |
| 0      | +0.5772156649015328606065120900824024310421593359           |
| 1      | −0.0728158454836767248605863758749013191377363383           |
| 2      | −0.0096903631928723184845303860352125293590658061           |
| 3      | +0.0020538344203033458661600465427533842857158044           |
| 4      | +0.0023253700654673000574681701775260680009044694           |
| 5      | +0.0007933238173010627017533348774444448307315394           |
| 6      | −0.0002387693454301996098724218419080042777837151           |
| 7      | −0.0005272895670577510460740975054788582819962534           |
| 8      | −0.0003521233538030395096020521650012087417291805           |
| 9      | −0.0000343947744180880481779146237982273906207895           |
| 10     | +0.0002053328149090647946837222892370653029598537           |
| 100    | −4.2534015717080269623144385197278358247028931053 × 1017    |
| 1000   | −1.5709538442047449345494023425120825242380299554 × 10486   |
| 10000  | −2.2104970567221060862971082857536501900234397174 × 106883  |
| 100000 | +1.9919273063125410956582272431568589205211659777 × 1083432 |
n が大きい場合、スティルチェス定数の絶対値は急速に増加し、その正負の符号はある複雑なパターンに従って変化する。
n = 100000 までのスティルチェス定数の数値は、Johansson によって 10000 の位までの正確さで計算された。その値は LMFDB によって得ることが出来る 。

## 漸近的成長
スティルチェス定数に次の上下界
{\displaystyle |\gamma _{n}|<{\frac {4(n-1)!}{{\pi }^{n},}}}
が存在することは Berndt によって証明された。{\displaystyle n\geq 10} に対するより強い上下界は、Matsuoka によって次のようなものが得られた。
{\displaystyle |\gamma _{n}|<0.0001e^{n\log \log n}}
Knessl and Coffey は、n が大きい場合にスティルチェス定数を正確に近似する次の公式を与えた。v を
{\displaystyle 2\pi \exp(v\tan v)=n{\frac {\cos(v)}{v}}}
の一意な解で {\displaystyle 0<v<\pi /2} を満たすものとし、{\displaystyle u=v\tan v} であるなら
{\displaystyle \gamma _{n}\sim {\frac {B}{\sqrt {n}}}e^{nA}\cos(an+b)}
となる。ここで
{\displaystyle A={\frac {1}{2}}\log(u^{2}+v^{2})-{\frac {u}{u^{2}+v^{2}}}}
{\displaystyle B={\frac {2{\sqrt {2\pi }}{\sqrt {u^{2}+v^{2}}}}{[(u+1)^{2}+v^{2}]^{1/4}}}}
{\displaystyle a=\tan ^{-1}\left({\frac {v}{u}}\right)+{\frac {v}{u^{2}+v^{2}}}}
{\displaystyle b=\tan ^{-1}\left({\frac {v}{u}}\right)-{\frac {1}{2}}\left({\frac {v}{u+1}}\right)}
である。{\displaystyle n=10^{5}} までは、唯一つの例外 {\displaystyle n=137} を除いて、この Knessl-Coffey 近似により {\displaystyle \gamma _{n}} の符号を正確に求めることが出来る。

## 一般化スティルチェス定数
より一般に、フルヴィッツのゼータ函数のローラン級数に現れるスティルチェス定数 {\displaystyle \gamma _{k}(a)} を次のように定義することが出来る。
{\displaystyle \zeta (s,a)={\frac {1}{s-1}}+\sum _{n=0}^{\infty }{\frac {(-1)^{n}}{n!}}\gamma _{n}(a)\;(s-1)^{n}.}
ここで a は Re(a)>0 であるような複素数である。フルヴィッツのゼータ函数はリーマンのゼータ函数の一般化であるため、次が成り立つ。
{\displaystyle \gamma _{n}(1)=\gamma _{n}.\;}